# Lerkendal Stadion
Il Lerkendal Stadion è un impianto sportivo di Trondheim  in Norvegia. Sede degli incontri interni del Rosenborg, è stato inaugurato nel 1947 e può ospitare 21.850 persone. Nel 2016 ha ospitato la finale della Supercoppa UEFA, vinta dal Real Madrid.